# Kosmos 1030
Kosmos 1030 (russisch Космос 1030) war ein sowjetischer Raketen-Frühwarnsatellit, der 1978 als Teil des sowjetischen Oko-Programms gestartet wurde. Der Satellit wurde mit dem Ziel entwickelt, Raketenstarts mithilfe eines optischen Teleskops und eines Infrarotsensors zu erkennen.

## Start
Kosmos 1030 wurde vom Kosmodrom Plessezk gestartet.  Für den Start am 6. September 1978 um 03:04 Uhr UTC wurde eine Molnija-Rakete verwendet.

## Umlaufbahn
Der Start war erfolgreich und brachte den Satelliten in eine sogenannte Molnija-Umlaufbahn, ein hochelliptischer Orbit. Daraufhin erhielt der Satellit seine Kosmos-Bezeichnung sowie seine COSPAR-Bezeichnung. 
Der Forscher Pavel Podvig behauptet, die Umlaufbahn sei nie erreicht worden.